# Ansan (Corea del Sur)
Ansan (en coreano: 안산) es una ciudad en Gyeonggi, Corea del Sur. Se encuentra al sur de Seúl, y es parte de la zona de la capital nacional de Seúl. Está conectado a Seúl por ferrocarril a través del metro de Seúl Línea 4.
Ansan se ubica en la costa del Mar Amarillo (Mar Occidental llamado localmente), a 37 ° 19'N 126 ° 50'E / 37.317 ° N ° 126.833 E / 37.317; 126.833. Las porciones de diversas islas del Mar Amarillo se encuentran dentro de su jurisdicción. La isla Daebu más grande y más conocido de ellos es.
El significado en chino de Ansan es "Montaña cómoda". Instituciones de educación superior se encuentran en Ansan. Incluyen Ansan College, Ansan College of Technology, Instituto Seúl de las Artes, y un campus de la Universidad de Hanyang.
Cerca de la costa y la industria pesada, al oeste Ansan puede tener aire polvoriento, pero esto también hace que a menudo la ciudad más fresco y más cómodo en pleno verano. 
En marzo de 2007 tenía 727.058 habitantes, entre ellos, 24.487 extranjeros.

## Como llegar
Las ciudades cercanas son Gunpo y Uiwang al este, al sur de Hwaseong, y Siheung al norte. El tiempo aproximado de viaje desde otras ubicaciones son las siguientes:
- De la estación de metro de Seúl: 1 hora y directa, la línea 4.
- Subterráneo de Anyang (Estación Geumjeong): 20 minutos.
- Ansan terminal de autobuses de Incheon terminal de autobuses: 30 minutos.
- Bus del aeropuerto de Gimpo: 90 minutos.
- Bus del aeropuerto de Incheon: 2 horas [expresan bus aprox. 55-70 minutos]
- Autobús desde Suwon: 30 mins.
- Bus de Jamsil, Seúl: 50 mins.